# Абба Саккара
Абба Саккара, также Абба Сикра (др.-евр. סיקרא‬), — один из вождей восстания иудеев против римлян (66—70 годы). Согласно талмудическим данным (Гит., 56а), он принимал видное участие в восстании, будучи главой иерусалимских зелотов; однако Иосиф Флавий не упоминает о Сикре. В Мидраше есть тождественный персонаж Бен-Батиах (Ben-Batiach).

## Жизнеописание

### В Талмуде
Сикра был племянником известного раввина Иоханана бен-Заккаи, стоявшего во главе мирной партии.
Когда зелоты уничтожили магазинные склады, что уже скоро должно было вызвать голод в осаждённом городе, Иоханан бен-Заккаи обратился к нему с вопросом: «Зачем вы так поступаете? Вы хотите изморить нас голодом?» На что Сикра ответил, что иначе бы они его убили. Тогда Иоханан стал убеждать его найти для него способ выйти из города, чтобы он смог спасти хоть что-нибудь из общего крушения. Сикра уступил его просьбе, и Талмуд очень подробно описывает план, посредством которого он дал своему дяде возможность бежать к римлянам.

### В Мидраше
В Мидраше (Kohel. rabba, VII, 11) сказано: «Был в Иерусалиме некий Бен-Батиах, племянник Иоханана бен-Заккаи; ему было поручено заведование запасными магазинами, которые он сжёг» (см. также Келим, XVII, 12). Этот рассказ совершенно независим от приводимого в Талмуде, отличаясь от него не только именами фигурирующих в нём лиц, но и своим содержанием: в то время как талмудический рассказ утверждает, что раввин Иоханан бежал из Иерусалима с помощью своего племянника, в Мидраше повествуется, что он избежал лишь смерти от рук своего племянника. Можно, однако, предположить, что существовал третий, более древний источник, откуда почерпнуты обе версии — Талмуда и Мидраша, — и что с течением времени эти предания подверглись некоторым изменениям.

## Критика
Учёные Рапопорт, Деранбур и автор «Когелет Рабба» ( придерживались мнения, что «Абба Сикра» вавилонского Талмуда представляет неправильное истолкование палестинского выражения «Рош кисрин» или «Рош сикрин», что означает «глава сикариев». А Вавилонский талмуд передаёт «Рош сикрин» выражением «Реш барионе».
«Сикра» — красная краска, согласно ЕЭБЕ.